# Río Mendihuaca
Le río Mendihuaca est une rivière dans le département du Magdalena, en Colombie, et qui naît dans la Sierra Nevada de Santa Marta et aboutit dans la mer des Caraïbes à l'est du Parc national naturel de Tayrona. Le bassin du Mendihuaca est menacé par la déforestation aux alentours de la source.